# Ambergris Glacier
Ambergris Glacier är en glaciär i Antarktis. Den ligger i Västantarktis. Argentina, Chile och Storbritannien gör anspråk på området. Ambergris Glacier ligger 557 meter över havet.
Terrängen runt Ambergris Glacier är huvudsakligen kuperad, men västerut är den bergig. Terrängen runt Ambergris Glacier sluttar söderut. Trakten är obefolkad. Det finns inga samhällen i närheten. 